# Pont romànic de Caldes
El Pont romànic de Caldes és una obra de Caldes de Montbui (Vallès Oriental) protegida com a bé cultural d'interès local.

## Descripció
El pont consta de dos arcs de mig punt d'amplades diferents, recolzats en un pilar central i dos estreps laterals que l'enllacen amb els marges de la riera. L'arc més gran, a mà esquerra mirant aigües amunt, és el que salva el pas de l'aigua. L'arc de la dreta és de dimensions més reduïdes i està situat en un replà rocós en una cota més elevada respecte al nivell del llit de la riera. Damunt del pilar central, entre els dos arcs hi ha una obertura coronada amb un petit arc de mig punt que actua d'arc de descàrrega al mateix temps que dona esveltesa i redueix la resistència del pont al pas de l'aigua en cas de grans cabals. A l'estrep esquerre es pot observar la rebranca d'una altra possible obertura d'aquest tipus.
El traçat del pont és recte i s'eixampla en els extrems on conflueix amb els marges. La calçada és de doble pendent, del tipus d'esquena d'ase, amb el punt més alt situat sobre l'eix de l'arc més gran. Les dovelles dels angles exteriors dels arcs són fetes amb carreus perfectament carejats per les dues cares vistes.
L'intradós és fet amb pedres i disposades en plec de llibre. El pilar central té adossat per la part d'aigües amunt el tallamar amb el qual forma un sol cos monolític amb carreus ben escairats i uniformes. En la volta d'arc gran són encara visibles els forats emprats per a sostenir la cintra de fusta. L'aparell dels paraments dels carcanyols és fet amb pedres de paredat disposades en filades horitzontals força regulars.
Per tal de fer el pont més ample es va col·locar a sobre d'aquest una estructura feta de maó. Uns arcs rebaixats es recolzen directament sobre el pont antic i, a sobre d'aquest, es col·loca l'estructura més ample que a la part superior és recte i permet el trànsit rodat.

## Història
La documentació més antiga del pont data de l'any 1226. El pont es pot inscriure dins el grup de construccions civils realitzades durant el segle xiii amb modificacions i reconstruccions posteriors (segle xvi, XVII i XIX) que aprofiten la situació i les estructures del pont anterior, segurament romà. D'aquest últim sols queden restes de les bases dels pilars.
Se situa al final del carrer del Pont, prop de l'antic portal del mateix nom. Aquest era una de les entrades importants de la ciutat emmurallada medieval. La seva missió era la de salvar el fort desnivell de la riera de Caldes, donant continuïtat al camí, que anava de Caldes a Sentmenat. En època medieval fou molt transitat, ja que el camí comunicava Caldes amb poblacions tant importants com Martorell, passant per Sabadell i Ègara.
El camí ha caigut en desús, però el pont segueix comunicant els dos costats de la riera i permetent l'expansió de la població per l'altra banda, on hi ha una zona residencial i la zona escolar i esportiva de Caldes.